# John S. Trasher
John S. Trasher est un journaliste américain du XIXe siècle du Sud des États-Unis, de New York et de Cuba.

## Biographie
Né à Portland, dans le Maine, en 1817, il suit ses parents à La Havane, à Cuba, où il fait carrière dans le commerce puis le journalisme, achetant en 1849, le journal Faro Industrial, qui en 1851 est supprimé, ce qui lui vaut dix ans d'emprisonnement et le bannissement de Cuba.
Il crée ensuite à la Nouvelle-Orléans le quotidien du dimanche Beacon of Cuba puis participe à la junte dirigée par le général John A. Quitman, dont l'armée américaine empêche le débarquement. Il émigre alors à New York, où il édite le Noticioso de Nuevo York, puis épouse une riche héritière du Texas et devient l'agent d'Associated press à Atlanta pendant la Guerre de Sécession. Il crée à cette occasion en 1863 une association des journaux de la Confédération, dont il est le directeur, puis la "Southern Associated Press", une agence de presse américaine regroupant 44 journaux du sud, à qui il imprime des standards modernes du journalisme, plus factuel, plus tourné vers les nouvelles nationales et internationales et plus rapide.
Après  la Guerre de Sécession, il devient l'éditeur d'Ilustracion Americana à New York pour le compte de Frank Leslie. Il décède à Galveston, au Texas, en 1879.